# Sztuka bizantyńska

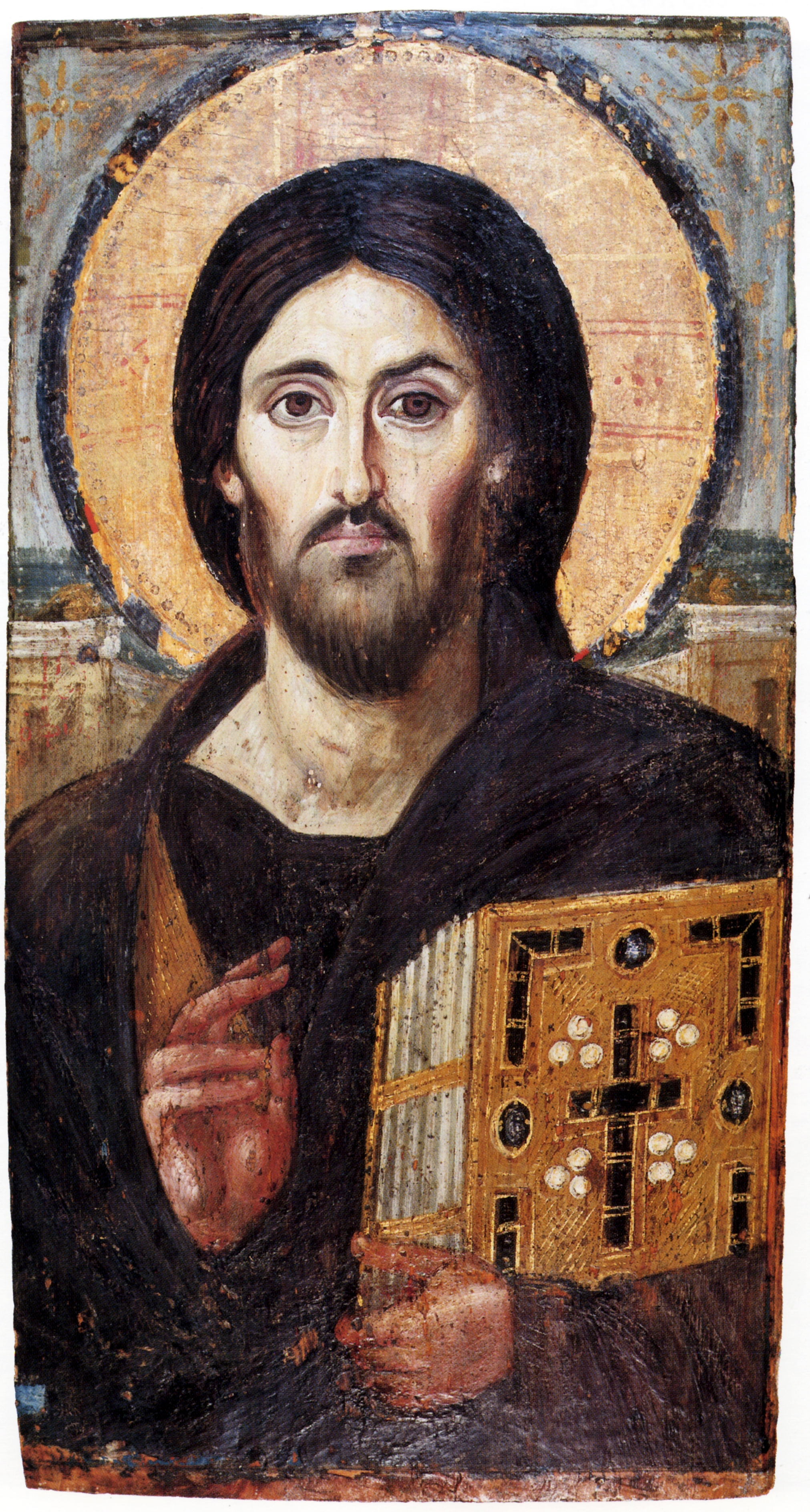
Chrystus Pantokrator, ikona z klasztoru św. Katarzyny na górze Synaj, VI-VII wiek

Sztuka bizantyńska (lub bizantyjska) – sztuka chrześcijańska Wschodniego Cesarstwa Rzymskiego (Bizantyńskiego) i kręgu jego oddziaływania. Za jej początek uważa się założenie Konstantynopola w 330 r., podział Cesarstwa Rzymskiego w 395 roku lub czasy Justyniana (VI wiek), za koniec - rok 1453. Sztuka ta stanowiła przedłużenie greckiej sztuki starożytnej i wypowiadała się głównie w architekturze, przede wszystkim sakralnej. Istotną rolę odgrywało również malarstwo pod postacią malowideł ściennych, mozaik i obrazów (ikon). Rozwijało się rzemiosło, rzeźba natomiast (zwłaszcza figuralna) pełniła funkcję marginalną.
Jej rozwój był związany z dziejami państwa. Była związana z religią chrześcijańską oraz ideologią cesarską, podporządkowana była bowiem władcy. Czas jej panowania dzielony jest na kilka okresów, odpowiadających wydarzeniom historycznym i panującym dynastiom:
- okres wczesnobizantyński trwający do 843; obejmował kształtowanie się sztuki, jej rozkwit za panowania Justyniana oraz ikonoklazm (726-843);
- okres średniobizantyński, złote czasy sztuki; trwał od 843 do 1261, w jego ramach wyróżnia się tzw. renesans macedoński (od panującej wówczas dynastii macedońskiej), manieryzm Komnenów (od dynastii Komnenów) i czasy Cesarstwa Łacińskiego (1204-1261);
- okres późnobizantyński, rozciągający się od 1262 do zdobycia Konstantynopola przez Turków w 1453 roku; w okresie tym panowała dynastia Paleologów (renesans Paleologów).

Ośrodkiem była przede wszystkim stolica, Konstantynopol, a zasięgiem obejmowała Grecję i półwysep Bałkański. Jej wpływy docierały na półwysep Apeniński, na Sycylię, Ruś.

## Tło historyczne
Wędrówki ludów IV-V w. przyspieszyły podział Cesarstwa rzymskiego na Wschodnie i Zachodnie (395 r.) a później upadek zachodniej części cesarstwa (476 r.) Od VI w. datuje się początek ustroju feudalnego, zarówno na terenie Bizancjum, jak i Europy Zachodniej. Cesarz był władcą absolutnym, reprezentował państwo i wiarę.
U szczytu drabiny społecznej stali władcy, książęta, wyższe duchowieństwo, niżej rycerstwo, następnie rzemieślnicy i chłopi. Ścisły związek władzy świeckiej i religii osiągnął szczyt w Cesarstwie Bizantyńskim, gdzie cesarz był władcą absolutnym, niemal despotą, reprezentował państwo i wiarę. Poważny udział w rządach mieli również wyższe duchowieństwo i wojskowi. Sfery rządzące decydowały o sprawach politycznych, społecznych i kulturalnych. Rozbudowany ceremoniał dworski był echem wpływów wschodnich i zachodnich. Ten stan rzeczy utrzymywał się w konserwatywnym cesarstwie aż do jego upadku. W tym układzie stosunków dwór cesarski mecenasował sztuce, która pełniła potrójną funkcję: religijną, dekoracyjną i gloryfikującą władcę.

## Architektura

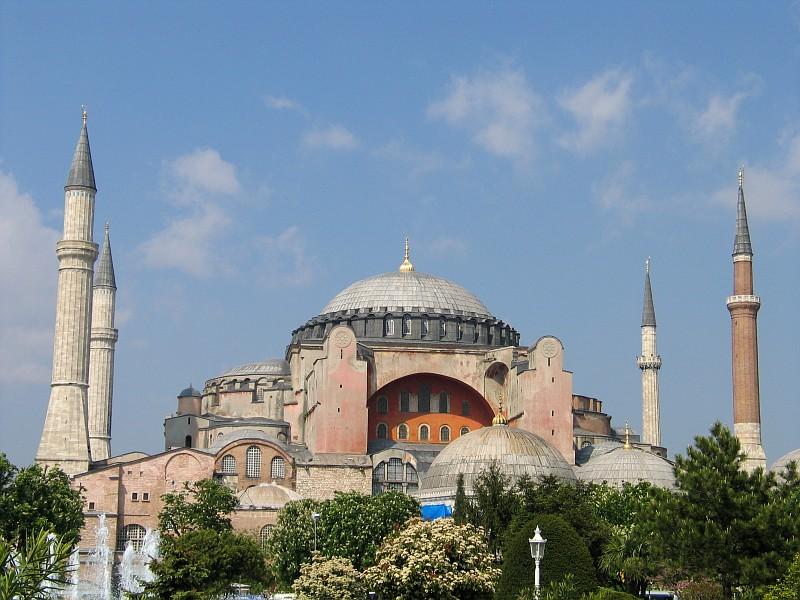
Hagia Sofia

Rolę dominującą odgrywała w Bizancjum architektura sakralna; świecka zachowana jest szczątkowo. Zanim wykształciła własne rozwiązania, stosowała formy wypracowane przez sztukę wczesnochrześcijańską. Kościoły Konstantynopola w IV i V wieku powtarzały plan trójnawowej bazyliki z narteksem i atrium, od VI wieku wykorzystywano w kościołach także plan centralny, wcześniej przeznaczony dla baptysteriów i martyriów. Występował on w fundacjach Justyniana: Hagia Irene w Konstantynopolu, kościele św. Sergiusza i Bakchusa w Konstantynopolu, San Vitale w Rawennie czy w Hagia Sophia, będącej w istocie połączeniem planu podłużnego z centralnym. Ten ostatni może być uważany za symbol estetycznej i religijnej myśli w Bizancjum. Zbudowany w latach 532-537 stanowi połączenie dwóch koncepcji architektonicznego rozplanowania, nowatorsko rozwiązana jest także konstrukcja kopuły. Jej czasza opiera się za pośrednictwem pierścienia - bębna na wypukłych trójkątach - tzw. żaglach. Naciska więc wyłącznie na naroża kwadratu, w który jest wpisana, i w związku z tym wymaga podpory tylko w tych punktach. Pozwoliło to stworzyć wielkie wnętrze z dominantą kopuły. Ważnym czynnikiem współdziałającym z architekturą było światło, wprowadzone do wnętrza jako element kompozycyjny: okna umieszczone w bębnie kopuły optycznie zmniejszają jej ciężar.
Jednak najbardziej typowy plan kościoła bizantyńskiego pojawił się po okresie ikonoklazmu; była to budowla na planie krzyża greckiego wpisanego w kwadrat, z 5 kopułami i trzema absydami przylegającymi do trójdzielnej części wschodniej. Kwestia genezy takiego planu nie jest do końca wyjaśniona, nie wiadomo też, gdzie pojawił się po raz pierwszy. Najprawdopodobniej wykorzystanie go w stolicy spowodowało jego późniejsze rozpowszechnienie. Do pierwszych tego typu realizacji należały: Nea Ecclesia (880), Myrelaion i kościół Konstantyna Lipsa w Konstantynopolu. W dalszych okresach typ ten nie podlegał większym przemianom.
Trzy wymienione wyżej budowle - Nea Ecclesia, Myrelaion i kościół Konstantyna Lipsa, należą już do okresu renesansu macedońskiego. Innym ważnym zabytkiem jest Hosios Loukas, założony przez św. Łukasza w X wieku, a składający się z kościoła Matki Bożej (pierwotnie św. Barbary) z X wieku, w typie krzyżowo-kopułowym oraz katolikonu św. Łukasza, również z X wieku (dawniej datowanego na XI wiek) w typie oktogonu krzyżowego.

## Malarstwo

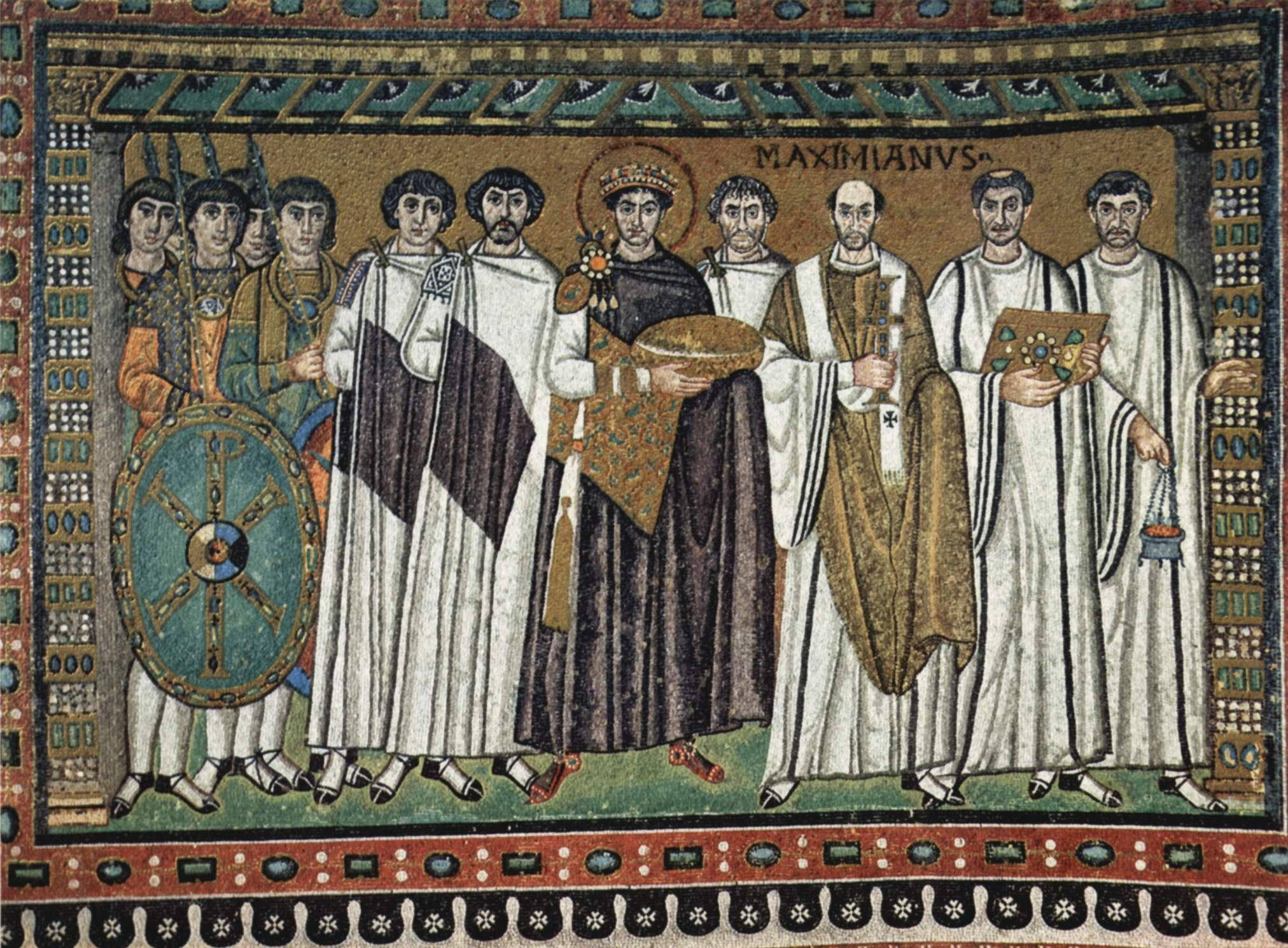
Orszak Justyniana, mozaika z San Vitale, VI wiek

W Bizancjum rozwijało się bujnie malarstwo mozaikowe, ścienne, miniaturowe i tablicowe (ikony).
Z najwcześniejszego okresu, poprzedzającego ikonoklazm, niewiele zabytków przetrwało do dziś. W okresie ikonoklazmu zakazano wykonywania i czczenia obrazów, niszczono także już istniejące. Największym zespołem sprzed VIII wieku jest zespół zabytków w Rawennie. Do najlepiej zachowanych należą mozaiki przedstawiające cesarza Justyniana i jego żonę Teodorę wraz z orszakiem, umieszczone w prezbiterium kościoła San Vitale. Pozy, gesty, układ szat są dostojne i schematyczne. Twarze natomiast są portretami wiernie odtwarzającymi rysy pary cesarskiej i wyższych dostojników.
Istniały przepisy określające sposób malowania ikon. Malowidła te przedstawiały świętych. Złote tło symbolizowało rzeczywistość ponadczasową, niezmienne układy podporządkowane były myśli o wieczności, zawierały treści teologiczne. Kompozycja ikon jest zazwyczaj centralna i statyczna, postacie malowane płaską plamą, obwiedzioną ciemnym konturem, gesty i ruch dostojny.
Malarstwo bizantyńskie silnie oddziaływało na Bułgarię (pierwsze bułgarskie ikony powstały już w X w.) i Ruś (zwłaszcza w XIV i XV w.) Sławę w tym czasie zdobyło dwóch malarzy: Teofan Grek z Bizancjum i zakonnik Andriej Rublow z Rusi. Do szkoły pobizantyńskiej należą XVI-wieczne cerkwi mołdawskich.
W Polsce wpływy bizantyńskie są widoczne w niewielkim stopniu w romańskiej plastyce z XII wieku oraz napływie ikon w XV wieku. Szczególny charakter miały fundacje królewskie pierwszych Jagiellonów: Władysława II i Kazimierza Jagiellończyka, którzy do wykonania malowideł w najważniejszych kościołach Polski zapraszali malarzy z Rusi i Serbii tworzących w manierze stylu Paleologowskiego.

## Rzeźba, rzemiosło artystyczne

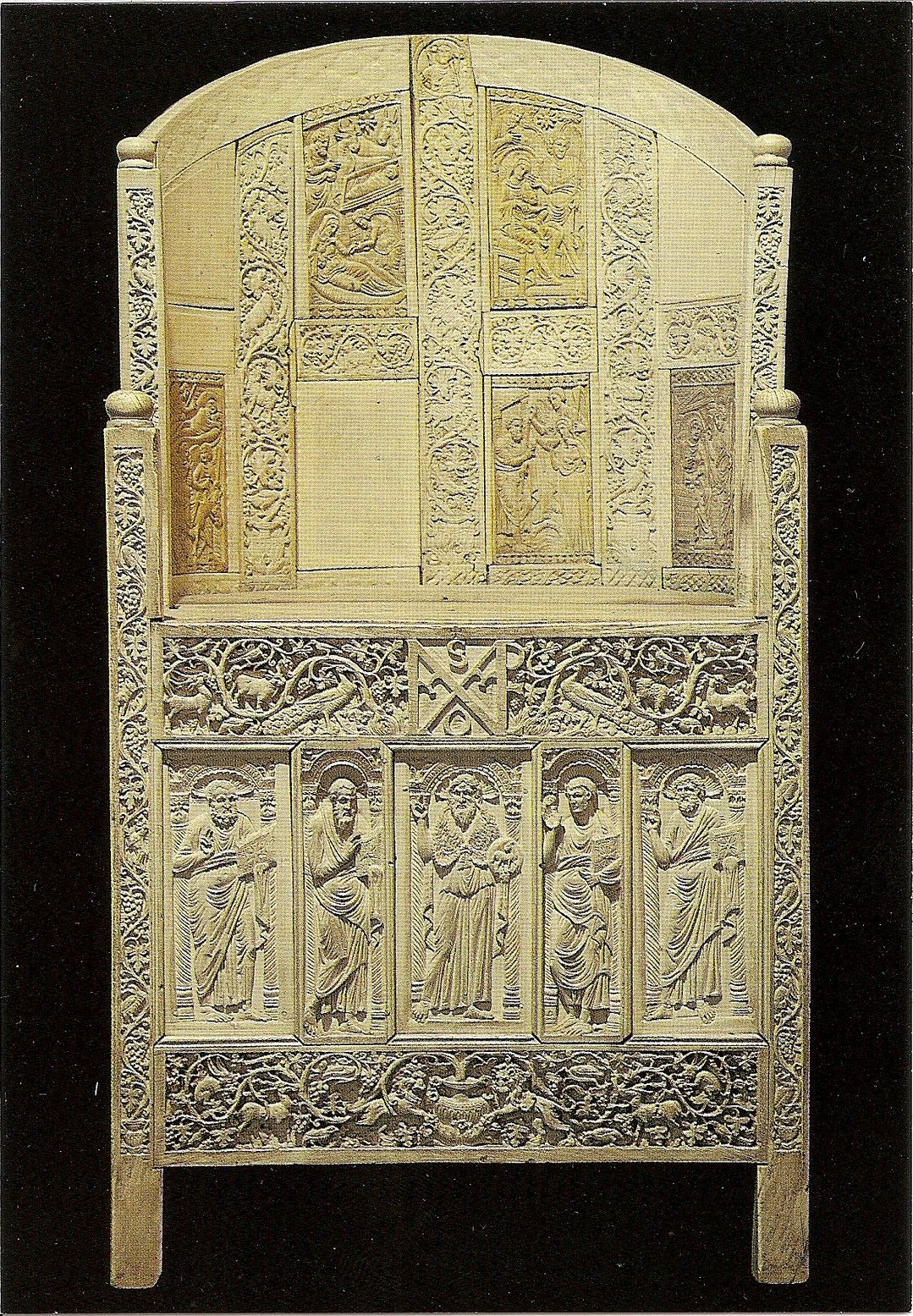
Tron Maksymiana

W Bizancjum nie rozwija się wolnostojąca rzeźba figuralna. Bujnie natomiast rozwijały się rzeźba architektoniczna oraz rzemiosło artystyczne. Najwybitniejsze dzieła to przedmioty związane z kultem religijnym. Są to relikwiarze, krzyże, oprawy ksiąg, kielichy i naczynia liturgiczne.
Rzemiosło artystyczne odegrało wybitną rolę w dziejach sztuki bizantyńskiej. Wśród wyrobów z kości słoniowej wyróżniają się dyptyki konsularne, stosowane do 540 r. (kiedy zniesiono urząd konsulów). Jednakże od r. 400 sporządzano dyptyki z kości słoniowej do celów liturgicznych, z wyobrażeniami Chrystusa w majestacie i
Matki Boskiej z Dzieciątkiem, rzadziej z podobiznami świętych. Dyptyki takie, albo ich fragmenty używano wtórnie do oprawy średniowiecznych ksiąg.
Wyjątkowe miejsce ze względu na zdobiony przedmiot i wartość artystyczną zajmuje tron biskupa Maksymiana (545–553) w Rawennie, pochodzenia wschodniego, o bogatej ikonografii staro- i nowotestamentowej. Wyroby złotnicze obejmują świeckie i liturgiczne naczynia, relikwiarze, kadzielnice i krzyże, przeważnie z VI i VII w., dekorowane scenami mitologicznymi i religijnymi, wykonywane w warsztatach Konstantynopola, Syrii, na Cyprze i nad Morzem Czarnym.
W wyrobach złotniczych z użyciem emalii, obok techniki żłobkowej na miedzi, stosowano technikę komórkową na złocie. Osobną grupę zabytków rzemiosła artystycznego stanowią ampułki z VI i VII w. syryjskiego pochodzenia. Wytłaczano je w glinie z form kamiennych i zdobiono scenami religijnymi o charakterze historycznym i symbolicznym, odtwarzającymi dzieła malarstwa monumentalnego zaginione w Palestynie.